# Spencer Sautu
Spencer Sautu (ur. 5 października 1994 w Maambie) – zambijski piłkarz grający na pozycji ofensywnego pomocnika. Od 2021 jest zawodnikiem klubu ZESCO United.

## Kariera klubowa
Swoją karierę piłkarską Sautu rozpoczął w klubie Green Eagles FC. W sezonie 2013 zadebiutował w jego barwach w zambijskiej Premier League. W sezonie 2019 wywalczył z nim wicemistrzostwo Zambii. W sezonie 2020/2021 grał w Power Dynamos FC, a latem 2021 przeszedł do ZESCO United. W sezonie 2021/2022 został w nim wicemistrzem kraju.

## Kariera reprezentacyjna
W reprezentacji Zambii Sautu zadebiutował 25 października 2014 w zremisowanym 1:1 towarzyskim meczu z Wybrzeżem Kości Słoniowej. W 2015 roku został powołany do kadry na Puchar Narodów Afryki 2015. Był na nim rezerwowym i nie wystąpił w żadnym spotkaniu.